# Kohlenstoffstern
Kohlenstoffsterne (englisch carbon stars) sind kühle Riesensterne, ähnlich Roten Riesen oder gelegentlich Roten Zwergen.
Kohlenstoffsterne enthalten jedoch im Gegensatz zu den „normalen“ Roten Riesen mehr Kohlenstoff als Sauerstoff, d. h., das Verhältnis von Kohlenstoff- zu Sauerstoffatomen (C/O) ist größer als 1. Sauerstoff verbindet sich in den kühlen äußeren Schichten des Sterns mit dem Kohlenstoff zu Kohlenmonoxid (CO), das keine Spektrallinien im optischen Spektrum aussendet. Die überschüssigen Kohlenstoffatome bilden C2-, C3-, CH-, CN- und SiC2- Moleküle und Molekülfragmente. Aus deren Spektren absorbiert die „rußige“ Außenhülle der Sterne durch Extinktion vorwiegend die blauen und grünen Licht-Anteile. Dies führt für den Beobachter zu ihrer ausgesprochen roten Erscheinung.
Dagegen enthält die Mehrzahl aller Sterne – zu denen auch unsere Sonne gehört – mehr Sauerstoff als Kohlenstoff (C/O<1). Solche werden sauerstoffreiche Sterne (englisch oxygen-rich stars) genannt; entsprechend kühle sauerstoffreiche Sterne sind erkennbar an den dort vorherrschenden Spektrallinien von Metalloxiden, zumeist Titanoxid, Vanadiumoxid oder Zirkoniumoxid.

## Spektren
Das Spektrum der Kohlenstoffsterne wird charakterisiert durch die Swan-Banden von C2 sowie Banden des CN-Moleküls (Cyanid). Daneben finden sich noch Spektren weiterer schwerer Elemente, die als Nebenprodukte des Heliumbrennens (Drei-Alpha-Prozess) und durch den s-Prozess im Sterninneren entstanden sind und infolge Durchmischung (dritter Dredge-up) an die Oberfläche transportiert werden. Dazu gehören insbesondere Strontium, Barium und Technetium, die auch in manchen alten sauerstoffreichen Sternen in erhöhter Häufigkeit nachweisbar sind.
Zur Spektralklassifikation wird heutzutage meist das Morgan-Keenan-System (siehe Leuchtkraftklasse) verwendet, das die Kohlenstoffsterne parallel zu den normalen Roten Riesen anordnet. Eine Spektralklasse von C5,4 (oder C5,4) beschreibt einen Kohlenstoffstern C mit einer Oberflächentemperatur 5 (siehe Tabelle unten) und einer Stärke der Swan-Banden mit dem Index 4.
| Spektraltyp | C0    | C1    | C2    | C3    | C4    | C5    | C6    | C7    |
| Entspricht  | G4-G6 | G7-G8 | G9-K0 | K1-K2 | K3-K4 | K5-M0 | M1-M2 | M3-M4 |
| Teff        | 4500  | 4300  | 4100  | 3900  | 3650  | 3450  | ---   | ---   |

## Herkunft und Unterteilung
Es gibt keine Kohlenstoffsterne in Sternentstehungsgebieten oder jungen offenen Sternhaufen. Daraus wird geschlossen, dass die Kohlenstoffatome sich in den späten Phasen der Sternentwicklung bilden. Eine Überhäufigkeit von Kohlenstoff wird bei fünf Klassen von Sternen beobachtet:

### Rote Riesen auf dem Asymptotischen Riesenast
Die klassischen Kohlenstoffsterne auf dem Asymptotischen Riesenast (N-Typ) sind ein Produkt des instabilen Heliumbrennens. In einer späten Phase kommt es episodisch alle 10.000 bis 100.000 Jahre zu einer explosiven Zündung des Drei-Alpha-Prozesses in einer Heliumbrennschale um den Kern. Der Vorgang wird Helium-Blitz genannt. Der Stern gerät durch die zusätzliche Energie aus dem Gleichgewicht und durch Konvektion werden die neu entstandenen Elemente an die Sternoberfläche transportiert. Der Stern expandiert und das Heliumbrennen erlischt wieder. Neben Kohlenstoff werden auch kurzlebige radioaktive Isotope an die Sternoberfläche transportiert. Sterne dieses Typs sind wichtig für die chemische Entwicklung der Galaxis, da sie ca. ein Drittel des Kohlenstoffs und die Hälfte aller Elemente schwerer als Eisen erzeugen.

### Massentransfer in Doppelsternsystemen
Die zweite Klasse von Kohlenstoffsternen wird in Doppelsternsystemen gefunden. Hier durchläuft der eine Partner das oben beschriebene explosive Heliumbrennen und dehnt sich aus. Dabei wird Material aus seiner äußeren Schicht auf den Begleiter durch Sternwind transferiert, auf dem sich kohlenstoffreiches Material ansammelt. Nachdem der „Spender“ seine Sternentwicklung abgeschlossen hat, erscheint er nur noch als leuchtschwacher Weißer Zwerg. Entwickelt sich der  nun kohlenstoffreiche Begleiter später seinerseits weiter zu einem Roten Riesen, zählt er zur Gruppe der Bariumsterne oder C-H-Sterne.

### Wasserstoffarme und veränderliche Kohlenstoffsterne
Diese dritte Gruppe mit HdC-Sternen (Abk. HdC = Hydrogen deficit carbon stars) und Veränderlichen vom Typ RCB ist wenig verstanden. Es scheint sich nicht um Doppelsterne zu handeln. HdC-Sterne zeigen im Gegensatz zu den RCB-Sternen keinen Infrarotexzess. Die Veränderlichkeit dieser Sternklasse wird durch Rußwolken verursacht, die in unregelmäßigen Abständen von diesen wasserstoffarmen Sternen ausgestoßen werden. Die Rußwolken absorbieren das sichtbare Licht, das dann im Infraroten abgestrahlt wird.

### J-Typ Kohlenstoffsterne
J-Typ Kohlenstoffsterne zeigen abweichend von den normalen N-Typ Kohlenstoffsternen eine Anreicherung von Stickstoff, ein niedriges 12C/13C Isotopenverhältnis, eine unterdurchschnittliche Leuchtkraft und sind in ihren Sternatmosphären lithiumreich aber arm an s-Prozess-Elementen. Sie stellen circa 10 bis 15 % aller Kohlenstoffsterne in der Milchstraße. Alle diese Sterne sind Einzelsterne. Da über 50 % aller Sterne Bestandteile von Doppelsternsystemen sind, wird vermutet, dass die J-Typ Kohlenstoffsterne aus der Verschmelzung zweier Sterne hervorgegangen sind. Ihre chemische Zusammensetzung kann simuliert werden, wenn ein Weißer Zwerg und ein Roter Riese eine Common-Envelope-Phase durchlaufen, wobei der Weiße Zwerg in den Kern des Roten Riesen sinkt und mit ihm verschmilzt.

### DQ Weiße Zwerge
Zeigen Weiße Zwerge in ihren Spektren Anzeichen für atomaren Kohlenstoff oder Kohlenstoffmoleküle, so werden sie dem Spektraltyp DQ zugeordnet. Die Kohlenstoffverbindungen sind durch einen Mischvorgang aus dem C/O-Kern in die Atmosphäre der entarteten Sterne gelangt. Sie erreichen Temperaturen von 5.000 und bis zu 24.000 K.

## Veränderlichkeit
Wie alle Roten Riesen sind auch die Kohlenstoffsterne mit einem Spektraltyp später als C4 veränderlich. Im Vergleich zu den sauerstoffreichen Sternen ist die Amplitude bei vergleichbarem Spektraltyp geringer, da die Titanoxid- und Zirkoniumoxid-Banden temperaturempfindlicher sind als die Swan-Banden. Dennoch gehören einige Kohlenstoffsterne mit visuellen Amplituden über 2,5 mag zur Klasse der Mira-Veränderlichen, viele der Sterne mit geringeren Amplitude zur Klasse der halbregelmäßig Veränderlichen.
Typische Vertreter der Kohlenstoffsterne sind La Superba (= Y Canum Venaticorum), John Russell Hinds „Blutroter Stern“ (Crimson Star) (= R Leporis), IRC +10216 (= CW Leonis) sowie RU Camelopardalis, der ehemalige Cepheid. Im Fall des Sterns LX Cygni im Sternbild Schwan wurde möglicherweise der Übergang vom sauerstoffreichen (C/O<1) zum kohlenstoffreichen (C/O>1) Stadium infolge eines Helium-Blitzes und darauffolgenden Mischprozess (dritter Dredge-up) beobachtet.